# Krypto, el superperro
Krypto, el superperro (Krypto the Superdog en inglés) es una serie animada estadounidense producida por Warner Bros. basada en el personaje de DC Comics, Krypto. La serie se estrenó de aires a las 9:00 a. m. ET/PT tiempo en 25 de marzo de 2005 en Cartoon Network en los Estados Unidos.

## Historia
Jor-El, el padre de Superman, en momentos en que el planeta Krypton iba a a ser destruido, desarrolla un prototipo de cohete para verificar si este era seguro para viajes, y en él, Jor-El manda a Krypto. Accidentalmente dentro de la nave Krypto presiona unos botones lo que le causa que la nave le provoque un estado de sueño profundo del cual él solo despierta cuando la nave llega a la Tierra.
Una vez en la Tierra, Krypto descubre que posee superpoderes similares a los de Superman. Krypto es adoptado por un muchacho de 10 años llamado Kevin, el cual bajo el permiso de Clark Kent acepta que Krypto se quede con él. Así, Krypto vive como un perro normal dentro de la familia de Kevin, pero recurre a su identidad secreta de Superperro para fines superheroicos. Krypto además conoce a otros animales como Rayito, el gato que tiene como vecino, el cual más tarde obtiene superpoderes y pasa a convertirse en Gatoflash.
Los animales presentes en la serie (incluyendo a Krypto) son capaces de hablarse los unos a los otros, pero no a los humanos, con la excepción de Kevin quien lo puede realizar gracias a un traductor universal que posee.

## Personajes

### Personajes principales
- Krypto, el superperro: El héroe y protagonista de la serie, y mascota de Superman antes de la destrucción del planeta Krypton. Krypto, debido a su apariencia se asemeja a un labrador blanco.  Krypto posee todos los poderes de Superman, algunos adaptados debido a que es un perro, como súper audición y súper sentido del olfato. Krypto también comparte algunos valores y sentimientos morales de Superman, los cuales en algunos casos se convierten en debilidades en su contra. En la versión de Latinoamérica, su voz es interpretada por Sergio Morel.
- Rayito, el supergato: Es un gato el cual vive en la casa vecina a la de la familia de Kevin y Krypto. En un episodio de la serie, Rayito descubre después de ser afectado por un rayo clonador que hizo que poseiera esos superpodereres similares a los de Krypto. En la serie Rayito pertenece a una niña llamada Andrea. A diferencia de Krypto, Rayito no se preocupa tanto de sus actividades como superhéroe e incluso se requiere presión sobre él para que realice ciertas acciones heroicas, a pesar de esto en variadas oportunidades es de confiar. En la versión de Latinoamérica, su voz es interpretada por Óscar Flores.
- Kevin Whitney: Kevin es el niño con el cual Krypto vive dentro de la serie, bajo el permiso de Superman. Kevin disfruta de la compañía de Krypto y es capaz de comunicarse con él y con otros animales en la serie gracias a un traductor universal.
- Ace, el bati-sabueso: La mascota de Bruce Wayne y Dick Grayson, un pastor alemán. Ace lucha contra el crimen usando variadas técnicas detectivescas y artefactos que se encuentran dentro de su collar. Además usa un cohete-trineo para viajes en largas distancias. Ace posee una vestimenta y personalidad solitaria similar a la de Batman, a pesar de esto se le puede ver a veces trabajando junto a Krypto, y Ace lo considera un aliado. Sus némesis son Isis, la gata de la Gatúbela y las hienas del Guasón. En la versión de Latinoamérica su voz es interpretada por Javier Rivero.
- Andrea: Es la niña vecina de Kevin y la dueña de Rayito. Ella no sabe acerca de la identidad secreta ni de su gato ni de Krypto hasta en un momento en la serie en que accidentalmente se tropieza con la nave de Krypto.
- Mecanigato: Es el antagonista principal en la serie, pues es el nemesis de Krypto, es un felino ciborg que intenta conquistar la tierra constantemente y utiliza la Kryptonita en contra de Krypto para quitarlo de su camino o para hacer funcionar sus máquinas y usarlas para afectar de algún modo a Krypto. Es miembro del club de los villanos intergalácticos aunque los demás miembros no lo quieren por sus fracasos en atrapar a su archirrival Krypto. Su voz en la versión de Latinoamérica es interpretada por Herman López.

### Personajes secundarios
- Jimmy, la rata: Es una rata común y corriente que no tiene ningún poder pero si la habilidad de conseguir comida.
- Ignatius, la Iguana: Es la iguana de Lex Luthor, causa algunos problemas en la corporación de Lex Luthor, saboteando las máquinas, activando la alarma para atraer la atención de Krypto ya sea para llamarlo o para otros de sus planes.
- Primo Bailey: El molesto primo de Kevin, cuando está de visita en casa de Kevin se da cuenta de que Krypto es el famoso Superperro y hace lo posible por delatarlo, haciéndoles la vida imposible con tal de no decir nada sobre Krypto.
- Snooky Wookums: Asistente de Mecanigato es quien se encarga de realizar las operaciones en la tierra para llevar a cabo los planes de Necanigato y capturar a Krypto para llevárselo a su gran malificencia refiriéndose a su superior mecanigato.
- Turbo-Can: Es un Actor canino egoísta, Turbo-Can originalmente Thundermutt como su nombre real, en un principio estuvo celoso de Krypto, por el hecho de que tenía superpoderes en la vida real y lo opacaba desvíando la atención de su público hacia él por lo que fue reclutado por Snooky para ayudarlo a capturarlo y sacarlo de su camino, pero al darse cuenta de que estaba actuando como un cobarde decidió ayudar a Krypto y prometiendolé que solo se dedicara a ser Thundermutt estrella de cine y leyenda canina. En su segunda aparición asegura haber seguido a Ace quien dice haberlo visto antes, convenciendo a Krypto y Ace de que lo ayuden con su siguiente y próxima película en la que su personaje se basaría en Batican por lo que debe estudiar sus habilidades por lo que debe estar con él para mejorar su personaje, mientras Krypto y Ace persiguen a las Hienas del Guasón.
- Elásti-perro: Solía ser un perro guardián en los Laboratorios S.T.A.R. el cual accidentalmente por ir tras su pelota, cayó en un tanque con una sustancia química, la cual al hacer efecto sobre él, le dio la habilidad de la elásticidad. En ocasiones puede ser muy torpe para su propio bien. Pero otras es de muy buena ayuda para Krypto, Ace, la patrulla Perruna y Rayito, al no tener debilidades y engañar fácilmente a los enemigos, así como a Mecanigato y sus asistentes con sus diferentes transformaciones.